# Kamcha
Kamcha – jedwabna tkanina z wzorem wyszywanym złotą nicią, wyrabiana głównie w Bursie w Turcji i importowana do Polski w XVI-XVIII wieku.